# Проклятие Деворгойла
«Проклятие Деворгойла» (англ. The Doom of Devorgoil) — пьеса британского писателя Вальтера Скотта, написанная в 1817—1818 годах, переработанная в 1829—1830 и опубликованная в 1830 году. Считается творческой неудачей автора.

## Сюжет
Действие пьесы происходит в полуразрушенном шотландском замке Деворгойл, где живут местный барон Освальд, его дочь Флора и племянница Кэтлин. Благосклонности Флоры добиваются рыцарь Леонард и студент-богослов Галлкраммер. Кэтлин и её любовник Ланселот Блэкторн разыгрывают Галлкраммера, создавая видимость того, что в замке живут призраки. В финальной сцене появляется призрак предка барона — лорда Эрика, который показывает жителям замка путь к спрятанному сокровищу.

## Создание и оценки
Согласно дневнику Вальтера Скотта, в апреле 1829 года, в ходе работы над романом «Анна Гейерштейнская, дева Мрака», писатель решил на несколько дней отвлечься на что-то другое. Он нашёл в своём архиве рукопись пьесы «Проклятие Деворгойла», которую давно считал утраченной, начал перечитывать её и править текст. Прочитав пьесу членам семьи, Скотт решил переработать её в соответствии с прозвучавшей критикой (в частности, убрать противоречие между общим драматизмом и отдельными комичными сценами). «Проклятие Деворгойла» было дописано в 1830 году и тогда же увидело свет в одном томе с ещё двумя пьесами Скотта — «Хэлидон Хилл» и «Крест Макдаффа».
Критики разгромили пьесу. Рецензент из «Эдинбургского литературного журнала» констатировал, что сюжет «Проклятия Деворгойла» слишком скуден, действие развивается крайне неуклюже, а характеры плохо прописаны. По его мнению, рукопись пьесы следовало сжечь.